# Стратегія (шаблон проєктування)
Стратегія (англ. Strategy) — шаблон проєктування, належить до класу шаблонів поведінки. Відомий ще під іншою назвою — «Policy». Його суть полягає у тому, щоб створити декілька схем поведінки для одного об'єкту та винести в окремий клас.
Шаблон Стратегія (Strategy) дозволяє міняти вибраний алгоритм незалежно від об'єктів-клієнтів, які його використовують.

## Основні характеристики

### Завдання
За типом клієнта (або за типом оброблюваних даних) вибрати відповідний алгоритм, який слід застосувати. Якщо використовується правило, яке не піддається змінам, немає необхідності звертатися до шаблону «стратегія».

### Структура

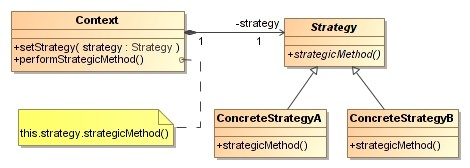

### Мотиви
- Програма повинна забезпечувати різні варіанти алгоритму або поведінки
- Потрібно змінювати поведінку кожного екземпляра класу
- Необхідно змінювати поведінку об'єктів на стадії виконання
- Введення інтерфейсу дозволяє класам-клієнтам нічого не знати про класи, що реалізують цей інтерфейс і інкапсулюють в собі конкретні алгоритми

### Спосіб вирішення
Відділення процедури вибору алгоритму від його реалізації. Це дозволяє зробити вибір на підставі контексту.

### Учасники
- Клас Strategy визначає, як будуть використовуватися різні алгоритми.
- Конкретні класи ConcreteStrategy реалізують ці різні алгоритми.
- Клас Context використовує конкретні класи ConcreteStrategy за допомогою посилання на конкретний тип абстрактного класу Strategy. Класи Strategy і Context взаємодіють з метою реалізації обраного алгоритму (в деяких випадках класу Strategy потрібно надсилати запити класу Context). Клас Context пересилає класу Strategy запит, що надійшов від його класу-клієнта.

### Наслідки
- Шаблон Strategy визначає сімейство алгоритмів.
- Це дозволяє відмовитися від використання перемикачів і / або умовних операторів.
- Виклик всіх алгоритмів повинен здійснюватися стандартним чином (всі вони повинні мати однаковий інтерфейс).

### Реалізація
Клас, який використовує алгоритм (Context), включає абстрактний клас (Strategy), що володіє абстрактним методом, визначальним спосіб виклику алгоритму. Кожен похідний клас реалізує один необхідний варіант алгоритму.

### Використання
Архітектура Microsoft WDF заснована на цьому патерні. У кожного об'єкта «драйвер» і «пристрій» є незмінна частина, вшита в систему, в якій реєструється змінна частина (стратегія), написана в конкретній реалізації. Змінна частина може бути і зовсім порожньою, що означає, що драйвер нічого не робить, але при цьому здатний брати участь у PnP і управлінні живленням.
Бібліотека ATL містить у собі набір класів threading model, які є стратегіями (різними реалізаціями Lock / Unlock, які потім використовуються основними класами системи). При цьому в цих стратегіях використовується статичний поліморфізм через параметр шаблону, а не динамічний поліморфізм через віртуальні методи.

### Призначення шаблону проєктування Стратегія
Існують системи, поведінка яких визначається відповідно до певного роду алгоритмів. Всі вони подібні між собою: призначені для вирішення спільних задач, мають однаковий інтерфейс для користування, але відрізняються тільки «поведінкою», тобто реалізацією. Користувач, налаштувавши програму на потрібний алгоритм — отримує потрібний результат. 

Приклад. Є програма(інтерфейс) через яку обраховується ціна на товар для покупців у яких є знижка та ціна за сезонною знижкою — обираємо необхідний алгоритм. Об'єктно-орієнтований дизайн такої програми будується на ідеї використання поліморфізму. Результатом є набір «класів-родичів» — у яких єдиний інтерфейс та різна реалізація алгоритмів.

- Недоліками такого алгоритму є те, що реалізація жорстко прив'язана до підкласу, що ускладнює внесення змін.

- Вирішенням даної проблеми є використання патерну Стратегія (Strategy).

### Переваги та недоліки

#### Переваги
- Можливість позбутися умовних операторів.
- Клієнт може вибирати найбільш влучну стратегію залежно від вимог щодо швидкодії і пам'яті.

#### Недоліки
- Збільшення кількості об'єктів.
- Клієнт має знати особливості реалізацій стратегій для вибору найбільш вдалої.

### Зв'язок з іншими патернами
- Стратегія змінює реалізацію, декоратор — доповнює
- В стратегії користувач знає про класи стратегій і міняє їх самостійно, в стані різноманітні стани приховані від користувача, а за їх заміну відповідає сам клас
- Міст — це структурний патерн. Його компоненти зазвичай встановлюються раз і не змінюються під час виконання програми. Використовують для розділення абстракції та реалізації. Стратегія — це шаблон поведінки. Використовують коли алгоритми можуть замінювати один одного під час виконання програми.
- Шаблонний метод задає кроки алгоритму, які реалізовують підкласи. Стратегія задає алгоритм який можна виконати декількома способами, до того ж вибрати ці способи на етапі виконання програми

## Приклади

### Приклад з використанням динамічних (first-class) функцій
Приклади на PHP5

## Висновки
Останнім часом розроблено багато мов програмування, але в кожній з них для досягнення найкращого результату роботи необхідно використовувати шаблони програмування, одним з яких є Стратегія (Strategy).